# Matthew Booth
Matthew Paul Booth est un footballeur sud-africain né le 14 mars 1977 à Fish Hoek. 
Il évolue dans le club de Mamelodi Sundowns et compte 28 sélections et un but en équipe d'Afrique du Sud de football.

## Biographie

### Sélection
Il fait partie de la sélection qui participe la coupe du monde 2010 de football qui se déroule chez lui en Afrique du Sud. 
Il est le seul joueur blanc de l'équipe 15 ans après que Chester Williams eut été le seul joueur noir de l'équipe d'Afrique du Sud de rugby à XV lors de la Coupe du monde de rugby de 1995 également en Afrique du Sud.

## Carrière
- 1994-1998 :  Ajax Cape Town
- 1998-déc. 2002 :  Mamelodi Sundowns
- 2001 : →  AFC Wimbledon (prêt)
- 2002-2004 :  FK Rostov
- 2004-déc. 2008 :  Krylia Sovetov Samara
- jan. 2009-2011 :  Mamelodi Sundowns
- depuis nov. 2011 :  Ajax Cape Town